# St. Xavier
St. Xavier – jednostka osadnicza w Stanach Zjednoczonych, w stanie Montana, w hrabstwie Big Horn.